# West Indies Cricket Team in Bangladesch in der Saison 2011/12
Die Tour des West Indies Cricket Teams nach Bangladesch in der Saison 2011/12 fand vom 11. bis zum 29. Oktober 2011 statt. Die internationale Cricket-Tour war Bestandteil der Internationalen Cricket-Saison 2011/12 und umfasste zwei Tests, drei ODIs und ein Twenty20. Die West Indies gewannen die Test-Serie 1–0 und die ODI-Serie 2–1, während Bangladesch das Twenty20 gewann.

## Vorgeschichte
Für beide Teams war es die erste Tour der Saison. Das letzte aufeinandertreffen der beiden Mannschaften bei einer Tour fand in der Saison 2009 in den West Indies statt.

## Stadien
Die folgenden Stadien wurden für die Tour als Austragungsort vorgesehen.
| Stadt      | Stadion                                | Kapazität | Spiele                       |
| ---------- | -------------------------------------- | --------- | ---------------------------- |
| Chittagong | Chittagong Divisional Stadium          | 20.000    | 1. Test; 3. ODI              |
| Dhaka      | Sher-e-Bangla National Cricket Stadium | 26.000    | 2. Test; 1. & 2. ODI; 1. T20 |

## Kaderlisten
Die West Indies benannten ihren Kader am 23. September 2011.
Bangladesch benannte seine Limited-Overs-Kader am 30. September und seinen Test-Kader am 18. Oktober 2011.
| Test | Test | ODI | ODI | Twenty20 | Twenty20 |
| Bangladesch | West Indies | Bangladesch | West Indies | Bangladesch | West Indies |
| --- | --- | --- | --- | --- | --- |
| - Mushfiqur Rahim (K & wk) - Elias Sunny - Imrul Kayes - Nasir Hossain - Nazmul Hossain - Naeem Islam - Raqibul Hasan - Rubel Hossain - Shahadat Hossain - Shahriar Nafees - Shakib Al Hasan - Shuvagoto Hom - Suhrawadi Shuvo - Tamim Iqbal | - Darren Sammy (K) - Adrian Barath - Carlton Baugh (wk) - Devendra Bishoo - Kraigg Brathwaite - Darren Bravo - Shivnarine Chanderpaul - Fidel Edwards - Kirk Edwards - Kieran Powell - Denesh Ramdin (wk) - Ravi Rampaul - Kemar Roach - Marlon Samuels - Shane Shillingford | - Mushfiqur Rahim (K & wk) - Mahmudullah (VK) - Abdur Razzak - Alok Kapali - Elias Sunny - Imrul Kayes - Mohammad Ashraful - Naeem Islam - Nasir Hossain - Nazmul Hossain - Rubel Hossain - Tamim Iqbal - Shafiul Islam - Shakib Al Hasan | - Darren Sammy (K) - Adrian Barath - Devendra Bishoo - Carlos Brathwaite - Darren Bravo - Danza Hyatt - Anthony Martin - Kieron Pollard - Kieran Powell - Denesh Ramdin (wk) - Ravi Rampaul - Kemar Roach - Andre Russell - Marlon Samuels - Lendl Simmons | - Mushfiqur Rahim (K & wk) - Mahmudullah (VK) - Abdur Razzak - Alok Kapali - Elias Sunny - Imrul Kayes - Mohammad Ashraful - Naeem Islam - Nasir Hossain - Nazmul Hossain - Rubel Hossain - Shafiul Islam - Shakib Al Hasan - Tamim Iqbal | - Darren Sammy (K) - Adrian Barath - Devendra Bishoo - Carlos Brathwaite - Darren Bravo - Danza Hyatt - Anthony Martin - Kieron Pollard - Kieran Powell - Denesh Ramdin (wk) - Ravi Rampaul - Kemar Roach - Andre Russell - Marlon Samuels - Lendl Simmons |

## Tour Match
| 7. Oktober Scorecard | Fatullah | West Indians 217-9 (45/45)       | – | Bangladesh Cricket Board XI 152 (41/45) |
|                      |          | West Indians gewinnt mit 65 Runs |   |                                         |

| 7. Oktober Scorecard | Fatullah | West Indians 195-3 (20)          | – | Bangladesh Cricket Board XI 120-6 (20) |
|                      |          | West Indians gewinnt mit 75 Runs |   |                                        |

## Twenty20 Internationals

### Erstes Twenty20 in Dhaka
| 11. Oktober Scorecard | Dhaka | West Indies 132-8 (20)            | – | Bangladesch 135-7 (19.5) |
|                       |       | Bangladesch gewinnt mit 3 Wickets |   |                          |

## One-Day Internationals

### Erstes ODI in Dhaka
| 13. Oktober Scorecard | Dhaka | West Indies 298-4 (50)          | – | Bangladesch 258-7 (50) |
|                       |       | West Indies gewinnt mit 40 Runs |   |                        |

### Zweites ODI in Dhaka
| 15. Oktober Scorecard | Dhaka | Bangladesch 220 (48.5)            | – | West Indies 221-2 (42.4) |
|                       |       | West Indies gewinnt mit 8 Wickets |   |                          |

### Drittes ODI in Chittagong
| 18. Oktober Scorecard | Chittagong | West Indies 61 (22)               | – | Bangladesch 62-2 (20) |
|                       |            | Bangladesch gewinnt mit 8 Wickets |   |                       |

## Tests

### Erster Test in Chittagong
| 21. – 25. Oktober Scorecard | Chittagong | Bangladesch 350-9d (122.4) & 119-3d (42) | – | West Indies 244 (68) & 100-2 (22) |
|                             |            | Remis                                    |   |                                   |

### Zweiter Test in Dhaka
| 29. Oktober – 2. November Scorecard | Dhaka | West Indies 355 (126.4) & 383-5d (111.3) | – | Bangladesch 231 (68) & 278 (80.2) |
|                                     |       | West Indies gewinnt mit 229 Runs         |   |                                   |

## Statistiken
Die folgenden Cricketstatistiken wurden bei dieser Tour erzielt.
| Tests           | Tests       | Tests   | Tests   | Tests   | Tests   | Tests   | Tests   | Tests   |
| Batting         | Batting     | Batting | Batting | Batting | Batting | Batting | Batting | Batting |
| Spieler         | Mannschaft  | Spiele  | Innings | Runs    | Average | HS      | 100s    | 50s     |
| --------------- | ----------- | ------- | ------- | ------- | ------- | ------- | ------- | ------- |
| Kirk Edwards    | West Indies | 2       | 4       | 252     | 84,00   | 121     | 1       | 1       |
| Darren Bravo    | West Indies | 2       | 4       | 233     | 77,66   | 195     | 1       | 0       |
| Tamim Iqbal     | Bangladesch | 2       | 4       | 186     | 46,50   | 83      | 0       | 2       |
| Shakib Al Hasan | Bangladesch | 2       | 3       | 168     | 56,00   | 73      | 0       | 2       |
| Mushfiqur Rahim | Bangladesch | 2       | 4       | 139     | 46,33   | 69      | 0       | 2       |
| Bowling         |             |         |         |         |         |         |         |         |
| Spieler         | Mannschaft  | Spiele  | Overs   | Wickets | Average | BBI     | 5W      | 10W     |
| Devendra Bishoo | West Indies | 2       | 78      | 11      | 21,18   | 5/90    | 1       | 0       |
| Shakib Al Hasan | Bangladesch | 2       | 79.4    | 10      | 22,90   | 5/63    | 1       | 0       |
| Fidel Edwards   | West Indies | 2       | 54.4    | 8       | 30,50   | 5/63    | 1       | 0       |
| Elias Sunny     | Bangladesch | 1       | 29      | 7       | 18,28   | 6/94    | 1       | 0       |
| Marlon Samuels  | West Indies | 2       | 69      | 5       | 38,60   | 2/73    | 0       | 0       |

| ODIs            | ODIs        | ODIs    | ODIs    | ODIs    | ODIs    | ODIs    | ODIs    | ODIs    |
| Batting         | Batting     | Batting | Batting | Batting | Batting | Batting | Batting | Batting |
| Spieler         | Mannschaft  | Spiele  | Innings | Runs    | Average | HS      | 100s    | 50s     |
| --------------- | ----------- | ------- | ------- | ------- | ------- | ------- | ------- | ------- |
| Lendl Simmons   | West Indies | 2       | 2       | 202     | 101,00  | 122     | 1       | 1       |
| Marlon Samuels  | West Indies | 3       | 3       | 164     | 82,00   | 88*     | 0       | 2       |
| Mushfiqur Rahim | Bangladesch | 3       | 3       | 100     | 50,00   | 69      | 0       | 1       |
| Naeem Islam     | Bangladesch | 3       | 2       | 82      | 41,00   | 52      | 0       | 1       |
| Shakib Al Hasan | Bangladesch | 3       | 2       | 79      | 79,00   | 67*     | 0       | 1       |
| Bowling         |             |         |         |         |         |         |         |         |
| Spieler         | Mannschaft  | Spiele  | Overs   | Wickets | Average | BBI     | 5W      | 10W     |
| Shakib Al Hasan | Bangladesch | 3       | 25      | 6       | 16,00   | 4/16    | 0       | 0       |
| Ravi Rampaul    | West Indies | 2       | 20      | 4       | 15,50   | 2/27    | 0       | 0       |
| Marlon Samuels  | West Indies | 3       | 23      | 4       | 20,25   | 2/42    | 0       | 0       |
| Kemar Roach     | West Indies | 3       | 23      | 4       | 28,25   | 3/49    | 0       | 0       |
| Andre Russell   | West Indies | 3       | 18      | 3       | 31,33   | 2/44    | 0       | 0       |
| Rubel Hossain   | Bangladesch | 2       | 20      | 3       | 39,66   | 3/65    | 0       | 0       |
| Shafiul Islam   | Bangladesch | 3       | 24      | 3       | 47,00   | 2/21    | 0       | 0       |

| Twenty20          | Twenty20    | Twenty20 | Twenty20 | Twenty20 | Twenty20 | Twenty20 | Twenty20 | Twenty20 |
| Batting           | Batting     | Batting  | Batting  | Batting  | Batting  | Batting  | Batting  | Batting  |
| Spieler           | Mannschaft  | Spiele   | Innings  | Runs     | Average  | HS       | 100s     | 50s      |
| ----------------- | ----------- | -------- | -------- | -------- | -------- | -------- | -------- | -------- |
| Marlon Samuels    | West Indies | 1        | 1        | 58       | 58,00    | 58       | 0        | 1        |
| Mushfiqur Rahim   | Bangladesch | 1        | 1        | 41       |          | 41*      | 0        | 0        |
| Mohammad Ashraful | Bangladesch | 1        | 1        | 24       | 24,00    | 24       | 0        | 0        |
| Lendl Simmons     | West Indies | 1        | 1        | 23       | 23,00    | 23       | 0        | 0        |
| Imrul Kayes       | Bangladesch | 1        | 1        | 22       | 22,00    | 22       | 0        | 0        |
| Bowling           |             |          |          |          |          |          |          |          |
| Spieler           | Mannschaft  | Spiele   | Overs    | Wickets  | Average  | BBI      | 5W       | 10W      |
| Marlon Samuels    | West Indies | 1        | 4        | 2        | 7,00     | 2/14     | 0        | 0        |
| Shafiul Islam     | Bangladesch | 1        | 4        | 2        | 9,50     | 2/19     | 0        | 0        |
| Shakib Al Hasan   | Bangladesch | 1        | 4        | 2        | 12,50    | 2/25     | 0        | 0        |
| Abdur Razzak      | Bangladesch | 1        | 4        | 2        | 13,50    | 2/27     | 0        | 0        |
| Ravi Rampaul      | West Indies | 1        | 3.5      | 2        | 14,00    | 2/28     | 0        | 0        |

## Player of the Series
Als Player of the Series wurden die folgenden Spieler ausgezeichnet.
| Serie | Player of the Series |
| ----- | -------------------- |
| Test  | Shakib Al Hasan      |
| ODI   | Marlon Samuels       |

### Player of the Match
Als Player of the Match wurden die folgenden Spieler ausgezeichnet.
| Spiel   | Player of the Match |
| ------- | ------------------- |
| 1. T20  | Mushfiqur Rahim     |
| 1. ODI  | Lendl Simmons       |
| 2. ODI  | Marlon Samuels      |
| 3. ODI  | Shakib Al Hasan     |
| 1. Test | Elias Sunny         |
| 2. Test | Kirk Edwards        |